# Баби нових народять

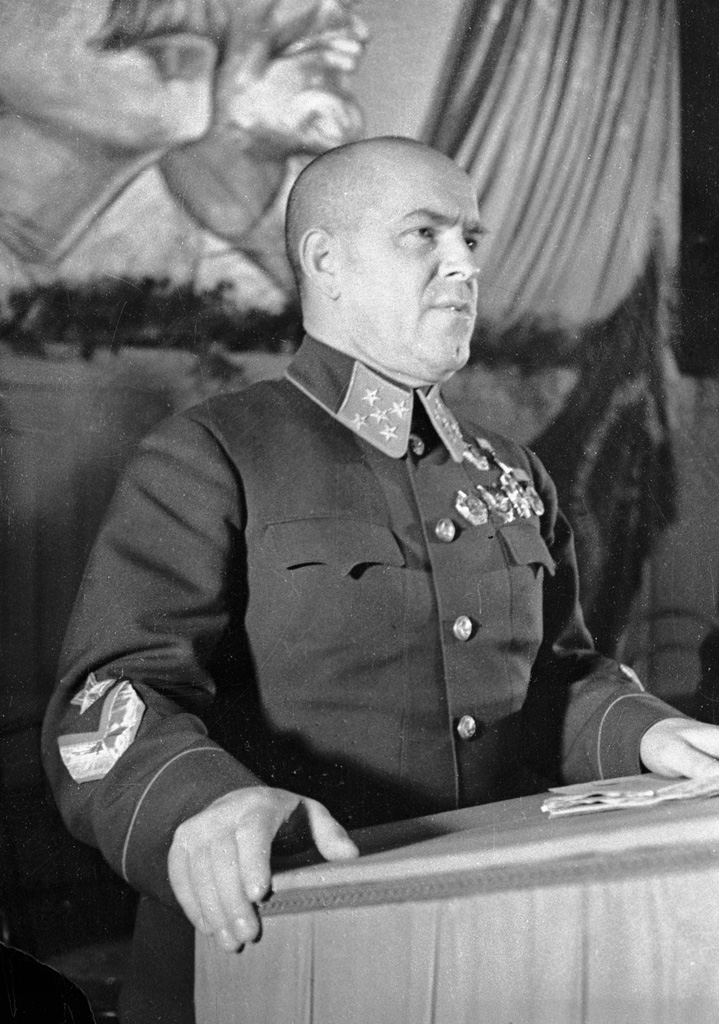
Маршал Жуков, якому найчастіше приписують фразу

«Баби нових народять», або «баби ще нарожають» (рос. бабы новых нарожают, бабы ещё нарожают) — російська крилата фраза, що характеризує ставлення воєначальників до цінності людського життя, її найчастіше приписують маршалу Жукову(Такі висловлювання приписують Наполеону, ще напочатку 19 століття. Як він сказав про “гарматне м'ясо, яке не варте нічого, а баби нових родять“.).

## Історія

### Походження
Висловлювання ввійшло у російський мовний вжиток у період Російсько-японської війни. Одна з перших згадок фрази зустрічається в хроніці «Страдні дні Порт-Артура» (1906), приписана князю Павлу Петровичу Ухтомському, який служив контр-адміралом. Наведена така розмова армійського полковника з Ухтомським:
|  | Полковник запитав, чи вийде наш флот до бухти Цзіньчжоу у тому випадку, якщо з північної армії прибуде до нас допомога, яка повинна буде пробиватися Кіньчжоуським перешийком <…>. — Ні. — Чому ж ні? — гарячкував полковник, — адже це означає дати можливість побити зайвий полк, бригаду, а то й цілу дивізію! Зайві жертви. Адмірал відповів, що така втрата для нього нічого не означає. Дивізія — це 16 000 чоловік, а як статистика показує, російські жінки народжують цю кількість дітей протягом двох тижнів; отже, шкода поповниться скоро… — Якщо ж, — закінчив адмірал свої докази, — при цьому загине навіть один канонерський човен, його вже народити не можна: на будівництво його знадобляться роки… Оригінальний текст (рос.) [ Полковник спросил, <…> выйдет ли наш флот к бухте Киньчжоу в том случае, если из северной армии прибудет к нам помощь, которая должна будет пробиваться Киньчжоуским перешейком <…>. — Нет. — Почему же нет? — горячился полковник, — ведь это значит дать возможность избить лишний наш полк, бригаду, а то и целую дивизию! Лишние жертвы. Адмирал ответил, что такая потеря для него ничего не значит. Дивизия — это 16 000 человек, а как статистика показывает, русские женщины рождают это количество детей в течение двух недель; следовательно, урон восполнится скоро… — Если же, — закончил адмирал свои доводы, — при этом погибнет даже одна канонерская лодка, её уж родить нельзя — на постройку её потребуются годы… ] Помилка: {{Lang}}: текст вже має курсивний шрифт (допомога) |

### Радянський період
У радянський період висловлювання циркулювало в російській літературі без згадки будь-яких історичних особистостей (див.) і було у вживанні ще до Другої світової війни. Так, в оповіданні письменника Олександра Місюрєва «Бергали» (1936) про гірничих робітників з Алтаю згадується таке:
|  | Пани офіцери нашими шкурами не дорожать. Напередодні взялися ми кріплення робити, а штейгер кричить: — Такі-сякі, довбайте руду, плювати, якщо обвалиться, вашого брата багато, баби ще нарожають… Оригінальний текст (рос.) [ Господа офицеры нашими шкурами не дорожат. Намедни взялись мы крепи уделывать, а штейгер вопит: — Такие-сякие, долбите руду, плевать, коль обвалится, вашего брата много, бабы ещё нарожают… ] Помилка: {{Lang}}: текст вже має курсивний шрифт (допомога) |